# Marcel Uderzo
Pour les articles homonymes, voir Uderzo.
Marcel Uderzo, né le 20 décembre 1933 à Clichy-sous-Bois et mort le 24 janvier 2021 à Évreux, (dans l’Eure), est un dessinateur de bande dessinée français.
Il est  le frère d'Albert Uderzo.

## Biographie

### Famille et jeunesse
Marcel Uderzo voit le jour le 20 décembre 1933 à Clichy-sous-Bois, au sein d'une famille d'immigrés italiens. En 1938, la famille s'installe dans le 11e arrondissement de Paris, rue de Montreuil, dans un quartier d'artisans.
Lorsque Marcel Uderzo quitte l'école, son père artisan luthier lui enseigne ce métier. En 1964, les relations entre son père et lui se détériorent. Songeant à prendre sa retraite, son père pense vendre l'affaire familiale. La vie professionnelle de Marcel Uderzo prend alors un tournant inattendu et rejoint le monde de la bande dessinée. 

### Assistant d'Albert Uderzo

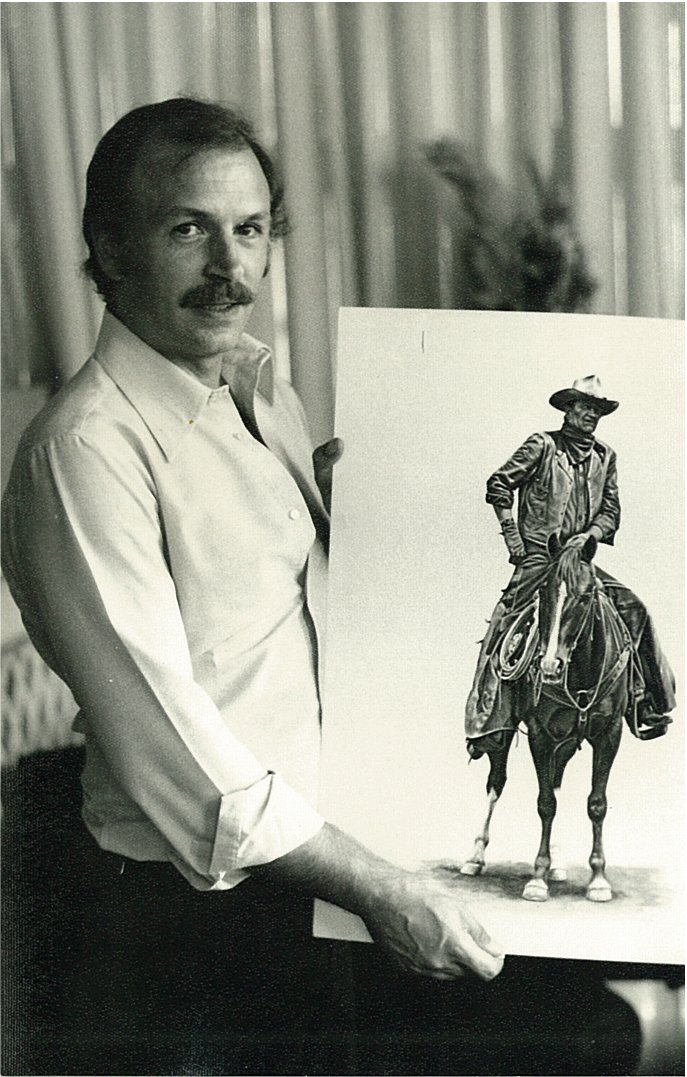
Marcel Uderzo en 1976.

De 1964 à 1965, ses débuts dans la BD sont marqués par une éducation autodidacte. Marcel Uderzo se met d'accord avec son frère Albert : pendant un an, chez lui et à mi-temps — il continue alors à confectionner des guitares dans l'atelier avec son père —, Marcel Uderzo s'entraîne à dessiner et à encrer des planches de Tanguy et Laverdure. Son apprentissage se poursuit sur les planches d'Astérix. Dans une interview en 2014, il explique que son entourage trouve sa ressemblance « frappante » avec le barde Assurancetourix.
En 1966, les éditions Dargaud, situées rue du Louvre, l'embauchent à mi-temps pour créer les visuels des produits dérivés sur le thème d'Astérix (papier peint, petits tableaux pour chambres d'enfants, verres à moutarde, etc.)
En septembre 1967, Albert Uderzo l'emploie à plein temps à son domicile de Neuilly-sur-Seine. Il travaille sur Tanguy et Laverdure jusqu'en 1968, date à laquelle Jijé reprend le dessin de la série. Il exécute ensuite les encrages et les mises en couleur sur les albums d'Astérix. Cette collaboration entre les deux frères dure jusqu'en février 1972.
À la suite d'une pause de plus de deux ans, Marcel Uderzo reprend son pinceau en septembre 1974 pour travailler de nouveau aux éditions Dargaud et se consacrer à Astérix. Le dernier album auquel il collabore est Astérix chez les Belges, dans lequel la scène du banquet en Belgique est une parodie d'un tableau de Bruegel l'Ancien, qu'il a entièrement réalisée seul chez lui en une journée. 
En 1979, au moment de la création des éditions Albert-René, à la suite de tensions quotidiennes, Marcel Uderzo décide de cesser sa collaboration avec son aîné. Les deux frères restent ensuite brouillés.

### Carrière personnelle
Après avoir été l'assistant de son frère pendant onze ans sur la période 1966-1979, Marcel Uderzo se lance dans un projet personnel en janvier 1980 : Les Mémoires de Mathias.
En 45 ans d'activité indépendante et jusqu'à sa mort, sa carrière est surtout une longue série d'albums one-shots. Il en a réalisé quarante cinq, alternant dessin réaliste et humoristique, édition et projets publicitaires.
Au scénario, Moloch est son principal partenaire professionnel.
Marcel Uderzo passe ses dernières années en Haute-Normandie avec son épouse, Monique-Hélène Uderzo-Ott, sa coloriste et scénariste sur bon nombre d'albums.

### Mort
Marcel Uderzo meurt le 24 janvier 2021 à Évreux à l'âge de 87 ans des suites de complications dues à la Covid-19.

## Publications

### Édition

#### Séries
- De 1981 à 1985, il dessine les trois albums des Mémoires de Mathias, son œuvre majeure, dans un style semi-humoristique aux éditions Delachaux et Niestlé avec Michel Clatigny alias Moloch au scénario : Le Tambour magique, Le Masque iroquois et Les Dieux du lac. La série met en scène un jeune Normand du XVIIIe siècle parti vivre au Canada.
- De 1982 à 1983, nouveau rendez-vous avec Moloch pour une adaptation de la série Brigade mondaine de Gérard de Villiers, chez Livre Essor. Uderzo dessine les deux premiers albums de cette bande dessinée érotique : Le Marché aux orphelines et La Cité des disparues. Pour ne pas froisser certaines susceptibilités, les albums ont été signés Cristini.
- En 1987, dans un style réaliste, avec François Migeat et Jean-Louis Ughetto comme scénaristes, il publie La Mort rouge, unique album d'une série intitulée Marie l'Aventure, aux éditions Dargaud. Il raconte l'histoire de Marie, une jeune femme médecin qui, alors même qu'elle est prisonnière de négriers, libère des esclaves. À la suite d'une agression, Marie subit une métamorphose étrange : occasionnellement, elle se transforme en redoutable pirate sanguinaire à la tête d'une armée de gars bien peu recommandables…

#### Albums publicitaires
- En 1983, avec Moloch, il réalise des dessins humoristiques pour un album publicitaire, L'ABC de l'épargne, aux Éditions de l'Épargne.
- En 1988, avec un texte de Benoît, F. et les couleurs de Jean-Jacques Chagnaud, toujours dans un style semi-humoristique, Marcel dessine un second album publicitaire, Le Stratagème, pour les laboratoires Wellcome.

### Albumsone-shots
- 1976 : À l'est du Yangzi, chez Dargaud
- 1981-1985 : Les Mémoires de Mathias, scénario de Moloch, 3 albums chez Delachaux & Niestlé
- Mai 1982 : L'ABC de l'épargne, scénario de Moloch, aux éditions de l'Épargne
- De 1982 à 1983 : Brigade mondaine, scénario de Moloch, 2 albums chez Livre Essor
- 1984-1985 : Les Grandes Batailles de l'Histoire en bandes dessinées, 2 albums chez Larousse
- Février 1987 : La Mort rouge, chez Dargaud
- Octobre : L’Affût, aux éditions Fleurus
- Décembre 1988 : Le Stratagème, pour les laboratoires Wellcome
- 1988 : Opération Esculape, aux éditions Fleurus
- 1993 : Roland Garros, aux éditions Mémoires d'Europe
- Juin 1994 : Charenton, aux éditions Jabès
- Décembre : Ascq 39-40, aux éditions du Téméraire
- Mai 1995 : Vingt mille lieues sous les mers, aux éditions Archives-Connivence
- Octobre : L'Île mystérieuse
- Décembre : De la Terre à la Lune
- Mai 1996 : Passion Pétanque, aux éditions Archives
- Octobre : Premiers galops, aux éditions Connivence
- Décembre : Le PSG, aux éditions Connivence
- 1996 : Info Sexo, scénario de Moloch, éditions Fromont Glatigny
- 1998 : Les Excès du sénateur Angorus, Novartis
- Février 1999 : Éducation civique et morale (ISBN 2-9511916-0-X) éditions CG
- 1999 : Les Secrets de Youri Djorkaeff, pour Nutella, scénario de Daniel Pecqueur
- Mars 2000 : Les Tops Guns du ski français, éditions J2B
- Décembre 2000 : Champions ! Judo, scénario Moloch, éditions J2B
- Mai 2005 :La tour raconte, éditions Kerguelen
- 2005 : Biggles raconte… Les frères Wright, scénario Jean-Pierre Lefèvre-Garros, éditions du Lombard
- 2006 : Charles 1er, scénario de Marc Bourgne, éditions du Lombard
- 2007 : Le Dernier des Mohicans, adaptation de Marc Bourgne, éditions Adonis
- 2008 : Blériot, scénario d'Éric Stoffel et Franck Coste, Idées+, coll. « Plein Vol »  (ISBN 978-2-916795-30-0)
- 2009 : L'Histoire de l'aéronautique : Des origines à Blériot, scénario de Franck Coste et Éric Stoffel, Idées+, coll. « Plein Vol »  (ISBN 978-2-916795-17-1)
- 2010 : L'Histoire de l'aéronautique : 1909, l'année de tous les défis !, scénario de Christine Coste et Éric Stoffel, dessins de Marcel Uderzo et Frédéric Allali,  (ISBN 978-2-916795-24-9)
- 2012 : Les Grandes Affaires criminelles et mystérieuses : L'Affaire Spaggiari, le casse du siècle, adaptation de l'écrivain Jean-François Miniac, éditions de Borée (ISBN 978-2-8129-0582-7).
- 2012 : Commando Kieffer : 6 juin 1944, scénario de Philippe Zytka, Éditions du Triomphe
- Septembre 2013 Les Pin-up de Marcel Uderzo, éditions Idées+
- 2015 : Roland Garros, scénario de Jean-Pierre Lefèvre-Garros, réédition chez Idées+
- 2015 : Les Frères Wright, scénario de Jean-Pierre Lefèvre-Garros, réédition chez Idées+
- 2015 : Mathias, tome 1 : Le Tambour magique ; tome 2 : Le Masque iroquois ; tome 3 : Les Dieux du lac, réédition chez Idées+[5]
- 2015 : Charles Lindbergh, scénario de Francis Bergèse, éditions Idées+, coll. « Histoires de pilotes »

- 2021 : Mathias, tome 4 : Le Maître des Bisons, scénario de Moloch, éditions Idées+.

### Albums collectifs
- 1993 : La Robe sans couture
- 1993 : La Cour des grands, tome 1, éditions Petit à Petit, Darnétal
- 1994 : Saga des terres du Nord, éditions du téméraire
- 1999 : Le Père de Lucky Luke, éditions Gem's
- 2000 : La Cour des grands tome 2, éditions Petit à Petit
- 2004 : La Cour des grands, tome 3, éditions Petit à Petit
- 2009 : Histoires et légendes normandes. Les oies du château de Pirou, un chapitre de 4 p., scénario de Monique-Hélène Uderzo-Ott, édité par l'association L'Eure du Terroir, Évreux
- 2009 : Moi Svein, compagnon d'Hasting, scénario d'Eriamel, 10 p., éditions AssorBD
- 2010 : Histoires et légendes normandes. La marée des âmes, couverture de l'album, édité par l'association L'Eure du Terroir
- 2010 : Le Capitaine Ferdinand Ferber, scénario Éric Stoffel et Serge Scotto, 4 p., éditions Idées+, coll. « Histoires de pilotes », tome 1
- 2011 : Histoires et légendes normandes, édité par l'association l'Eure du Terroir
  - Le Tonneau enchanté, scénario de Monique-Hélène Uderzo-Ott, 5 p.
  - La Mule du Pape - Anecdotes Ni bête ni têtu, scénario de Ceka
- 2011 : Patrouilles aériennes acrobatiques, Vol. 1, scénario de Franck Coste, dessins de Frédéric Allali, Marcel Uderzo, Éric Stoffel, Gil Formosa, Yves Plateau et Antoine Kompf, Idées+, Collection Plein vol,  (ISBN 978-2-916795-31-7)
- 2011 : La 2 CV, Reine de l'automobile, scénario de Franck Coste, 20 p., éditions Idées+.
- 2012 : Patrouilles aériennes acrobatiques, Vol. 1 & 2, scénario de Franck Coste, dessins de Frédéric Allali, Marcel Uderzo, Éric Stoffel, Gil Formosa, Yves Plateau, Antoine Kompf, Luis David Gomez et René Mazyn, Idées+, coll. « Plein Vol »  (ISBN 978-2-916795-51-5)
- 2013 : Hubert Latham, la course à l'exploit, scénario d'Éric Stoffel et de Serge Scotto, 6 p., éditions Idées+, coll. « Histoires de pilotes », tome 2
- 2013 : Pégoud, scénario de Franck Coste et d'Éric Stoffel, 4 p., éditions Idées+, coll. « Histoires de pilotes », tome 3
- 2013 : Patrouille de France, L'Épopée - 30 pieds pour un Fouga, scénario de Franck Coste et d'Éric Stoffel, 5 p., éditions Idées+
- 2014 : Le Noratlas, Patrouille aériennes acrobatiques - Vol. 3, scénario Franck Coste et d'Éric Stoffel, 2 p., éditions Idées+
- 2014 : La Coccinelle et le Combi, scénario de Franck Coste et de Michel Thomas, 10 p., éditions Idées+
- 2014 : Histoires de pompiers, scénario de Franck Coste et d'Éric Stoffel, 9 p., éditions Idées+
- 2015 : La Traction avant, l'universelle, scénario de Franck Coste et de Michel Thomas, 12 p., éditions Idées+
- 2015 : La DS, la majestueuse, scénario de Franck Coste et de Monique Uderzo-Ott, 19 p., éditions Idées+
- 2015 : La 4L, la populaire, scénario de Franck Coste et de Monique Uderzo-Ott, 16 p., éditions Idées+
- 2016 : Histoires et Légendes Normandes : La côte du Parvis, scénario de Céka, 4 p., éditions Varou
- 2016 : La 204, La Lionne du bitume – La 304, scénario Franck Coste et Monique Uderzo-Ott, 19 p., éditions Idées+
- 2017 : Les Légendes du Mont Saint Michel, vol 2, scénario de Monique Uderzo-Ott, 7 p., éditions Varou
- 2017 : Zorro, 2 p., éditions Varou
- 2017 : Le Guide de Paris en BD, scénario de Wallace, 3 p., éditions Petit à Petit
- 2018 : La Mini, L’histoire d’une légende, scénario Franck Coste et Monique Uderzo-Ott, 2 p., éditions Idées+
- 2018 : Zorro, 2 p., éditions Varou
- 2018 : Maupassant « Aux champs », scénario Monique Uderzo-Ott, 7 p., éditions Varou
- 2018 : La Vespa – « La Guêpe », scénario Franck Coste et Nelly Moriquand, 2 p., éditions Idées+
- 2019 : Les 100 Ans de Citroën - « 100 ans d'Histoire pour Citroën 1919-2019 », scénario Franck Coste et Monique Uderzo-Ott, 24 p., éditions Idées+
- 2019 : Maupassant « Farce Normande », scénario Didier Ray, 5 p., éditions Varou
- 2019 : Nono et Moumoune, scénario Romanuik Frédérick, 2 p., éditions Varou
- 2019 : La Fiat 500 – « La Citadine », scénario Franck Coste et Monique Uderzo-Ott, 6 p., éditions Idées+

- 2020 : "Nationale 7" tome T3, tome 4, tome 5, tome 6, tome 7, aux éditions Idées+.

### Livres illustrés
- 2004 : Je découvre le cheval et le poney, éditions Larivière
- 2004 : William et la Sorcière de Londres, roman jeunesse d'Aurélien Aujame, éditions Didier Carpentier
- 2004 : William et la forêt de Brocéliande, roman jeunesse d'Aurélien Aujame, éditions Didier Carpentier
- 2005 : William et Ramsès II, roman jeunesse d'Aurélien Aujame, éditions Didier Carpentier
- 2006 : William et le carrosse hanté, roman jeunesse d'Aurélien Aujame, éditions Didier Carpentier
- 2009: Naufrage, adaptation de Didier Ray, aux éditions Filaplomb
- 2009 : Les Will-Tordines, texte de Monique-Hélène Ott, couleurs de Didier Ray, éditions Édilivre